# Erica haematocodon
Erica haematocodon, известна още като „blood-bell heath“, е вид пирен, който естествено е бил ограничен до град Кейптаун, Южна Африка, където расте в полуостров Peninsula Sandstone Fynbos на планината Тейбъл.

## Описание
Erica haematocodon е нискорастящ, полуразпръснат, дървесен храст, достигащ максимално разпространение от 1 м и средна височина 30 см. Цъфти в средата на лятото, от декември до февруари, с червени камбановидни цветчета с дължина 3 mm. Чашелистчетата са зелени, а стигмата има много малка глава. Венчето има 4 точки в основата и е покрито с микроскопични косми.